# Małgorzata Wąsek-Wiaderek
Małgorzata Marzena Wąsek-Wiaderek (ur. 1 maja 1971 w Janowie Lubelskim) – polska prawniczka, doktor habilitowana nauk prawnych, specjalistka w zakresie prawa karnego, profesor nadzwyczajny Wydziału Prawa, Prawa Kanonicznego i Administracji Katolickiego Uniwersytetu Lubelskiego Jana Pawła II, sędzia ad hoc Europejskiego Trybunału Praw Człowieka w Strasburgu, sędzia Izby Karnej Sądu Najwyższego.

## Życiorys
W 1995 uzyskała na Wydziale Prawa Kanonicznego i Świeckiego KUL tytuł zawodowy magistra prawa po obronie pracy dyplomowej pt. Istota i zasady procesu karnego napisanej pod kierunkiem Andrzeja Wąska (zbieżność nazwisk przypadkowa). Następnie odbyła roczne studia podyplomowe z dziedziny prawa europejskiego na Katolickim Uniwersytecie w Lowanium i uzyskała tytuł Master of Laws (LL.M.) na podstawie rozprawy magisterskiej przygotowanej pod kierunkiem Paula Lemmensa. W październiku 1996 została asystentką w Katedrze Procedury Karnej KUL. W styczniu 2002 na podstawie napisanej pod kierunkiem Andrzeja Wąska rozprawy pt. Zasada równości stron w polskiej procedurze karnej w perspektywie prawnoporównawczej (recenzenci: Stanisław Waltoś i Edward Skrętowicz) uzyskała na KUL stopień naukowy doktora nauk prawnych. W 2013 na podstawie dorobku naukowego oraz monografii pt. Samodzielność jurysdykcyjna sądu karnego wobec kompetencji Trybunału Konstytucyjnego i trybunałów europejskich uzyskała na macierzystym wydziale stopień naukowy doktora habilitowanego nauk prawnych w dyscyplinie prawa w specjalności prawo karne. Została profesor nadzwyczajną KUL.
W latach 1997–2004 w Ministerstwie Spraw Zagranicznych na stanowisku do spraw postępowań przed Europejskim Trybunałem Praw Człowieka. W 2004 podjęła pracę w Biurze Studiów i Analiz Sądu Najwyższego.
Była członkinią funkcjonującej w latach 2009–2013 Komisji Kodyfikacyjnej Prawa Karnego pod przewodnictwem Andrzeja Zolla.
W latach 2014–2016 była sędzią ad hoc Europejskiego Trybunału Praw Człowieka.
26 maja 2017 Krajowa Rada Sądownictwa poparła jej kandydaturę na stanowisko sędziego Sądu Najwyższego. 6 listopada 2018, po ponad roku odkładania decyzji, prezydent Andrzej Duda powołał ją do pełnienia urzędu sędziego Sądu Najwyższego.
W 2017 otrzymała Srebrny Krzyż Zasługi, a w 2023 Medal Komisji Edukacji Narodowej.